# مایومی ایزوکا
مایومی ایزوکا (به ژاپنی: 飯塚雅弓، Iizuka Mayumi)‏ (۳ ژانویه ۱۹۷۷، توکیو، ژاپن -) خواننده ژاپنی و سییو است.

## آثار

### آلبوم‌ها
1. کاتاوموی، ۱۹۹۷
2. مینتو تو کوچیبوی، ۱۹۹۸
3. سو لاوینگ، ۱۹۹۹
4. ایریس، ۲۰۰۰
5. هیماواری، ۲۰۰۱
6. نیجی نو ساکو باشو، ۲۰۰۲
7. سمایل x سمایل، ۲۰۰۳
8. ∞إنفینیتی∞، ۲۰۰۴
9. ماین، ۲۰۰۵
10. تین لاو، ۲۰۰۶
11. کریستال دیز، ۲۰۰۷
12. ستوریز، ۲۰۰۸
13. فایت!!، ۲۰۰۹
14. کیمیه…، ۲۰۰۹

### تک‌ترانه‌ها
1. آکوسیرو، ۱۹۹۷
2. لاو لیتار، ۱۹۹۹
3. کاریس\پلایس تو بی، ۲۰۰۰
4. مای ویش، ۲۰۰۰
5. یاساشی میگیتی، ۲۰۰۲
6. کوی نو ایرو، ۲۰۰۲
7. کیکاسیتییو کیمی نو کوی، ۲۰۰۲
8. پیور♡، ۲۰۰۳
9. امیولیت، ۲۰۰۴

## فیلم‌شناسی

### انیمه
- پوکمون - میستی (کاسومی)
- کانون - ماکوتو ساواتاری
- تو هارت - آوی ماتسوباوا
- میگا مان لیجیند - ترون بون
- إسکافلونی - سورا
- پریتی کور - یوکا اوداجیما
- فریش پریتی کور - میوکی